# تپه جوهرین
تپه جوهرین مربوط به دوران‌های تاریخی پس از اسلام است و در شهرستان تاکستان، روستای حسین‌آباد واقع شده و این اثر در تاریخ ۳ بهمن ۱۳۷۹ با شمارهٔ ثبت ۲۹۹۱ به‌عنوان یکی از آثار ملی ایران به ثبت رسیده است.